# Knospenlage
Als Knospenlage oder Vernation wird in der Botanik die Lage der Blätter, auch Blütenblätter, in der Knospe bezeichnet. Die Knospenlage ist häufig spezifisch für bestimmte Verwandtschaftsgruppen.
Es werden folgende Typen der Knospenlage unterschieden:
- circinat oder spiralig: die Blätter sind von der Spitze zur Basis hin eingerollt. Diese Form kommt etwa bei Farnen vor.
- conduplicat oder zusammengelegt: die Blätter sind entlang ihrer Mittelrippe gefaltet. Beispiele sind Felsenbirne (Amelanchier) und Liriodendron.
- corrugat oder runzelig, geknittert: Beispiele sind die Kronblätter von Mohn (Papaver) und Zistrosen (Cistus).
- contort oder gedreht: Die Blätter – insbesondere Kronblätter – decken sich wirbelartig in einer Richtung.
- convolut oder gerollt: die Blätter sind als Ganzes der Länge nach eingerollt. Beispiele: Maiglöckchen (Convallaria) und Bananen (Musa)
- involut oder eingerollt: die seitlichen Bereiche der Blätter sind nach oben eingerollt.
- plan oder flach: die Blätter sind flach, weder gerollt noch gefaltet.
- plikativ oder mehrfach gefaltet: fächerförmig etwa bei Alchemilla, Längsfaltung etwa bei den Wegerichen (Plantago).
- revolut oder zurückgerollt: die seitlichen Teile der Blätter sind nach unten eingerollt. Beispiele sind die Gattungen der Weiden (Salix) und der Knöteriche (Polygonum).
- schirmförmig: ein Beispiel ist Podophyllum.

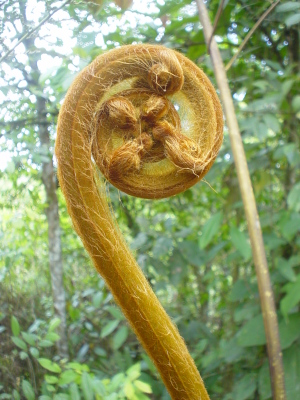
Circinate Knospenlage bei den Farnen.
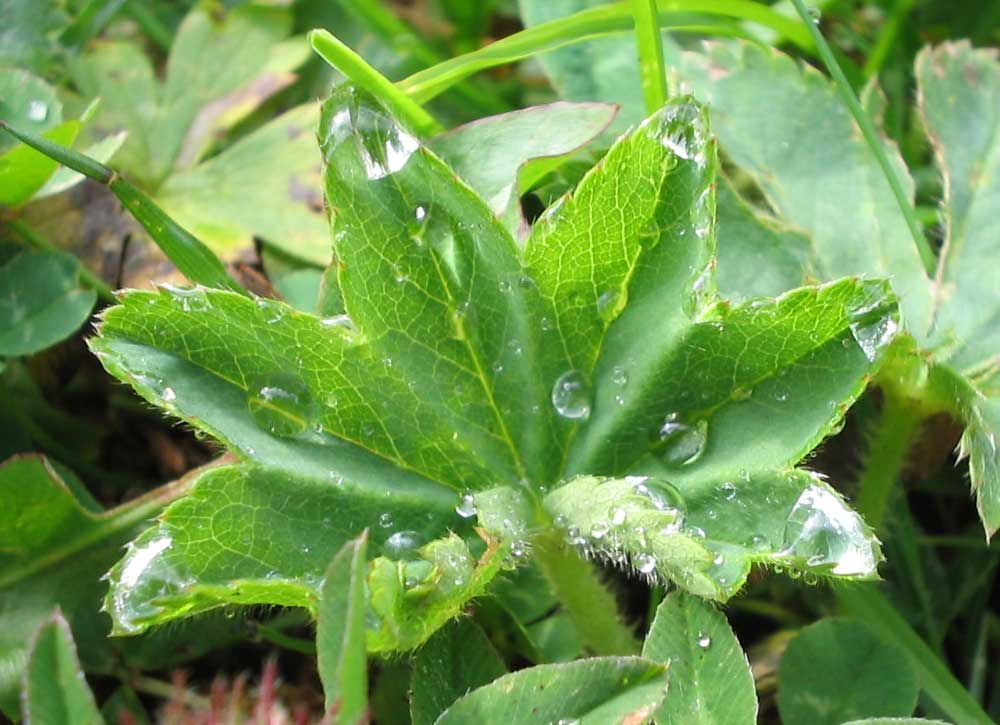
Beim Spitzlappigen Frauenmantel (Alchemilla vulgaris) ist die plikative Knospenlage auch im entfalteten Blatt noch erahnbar.
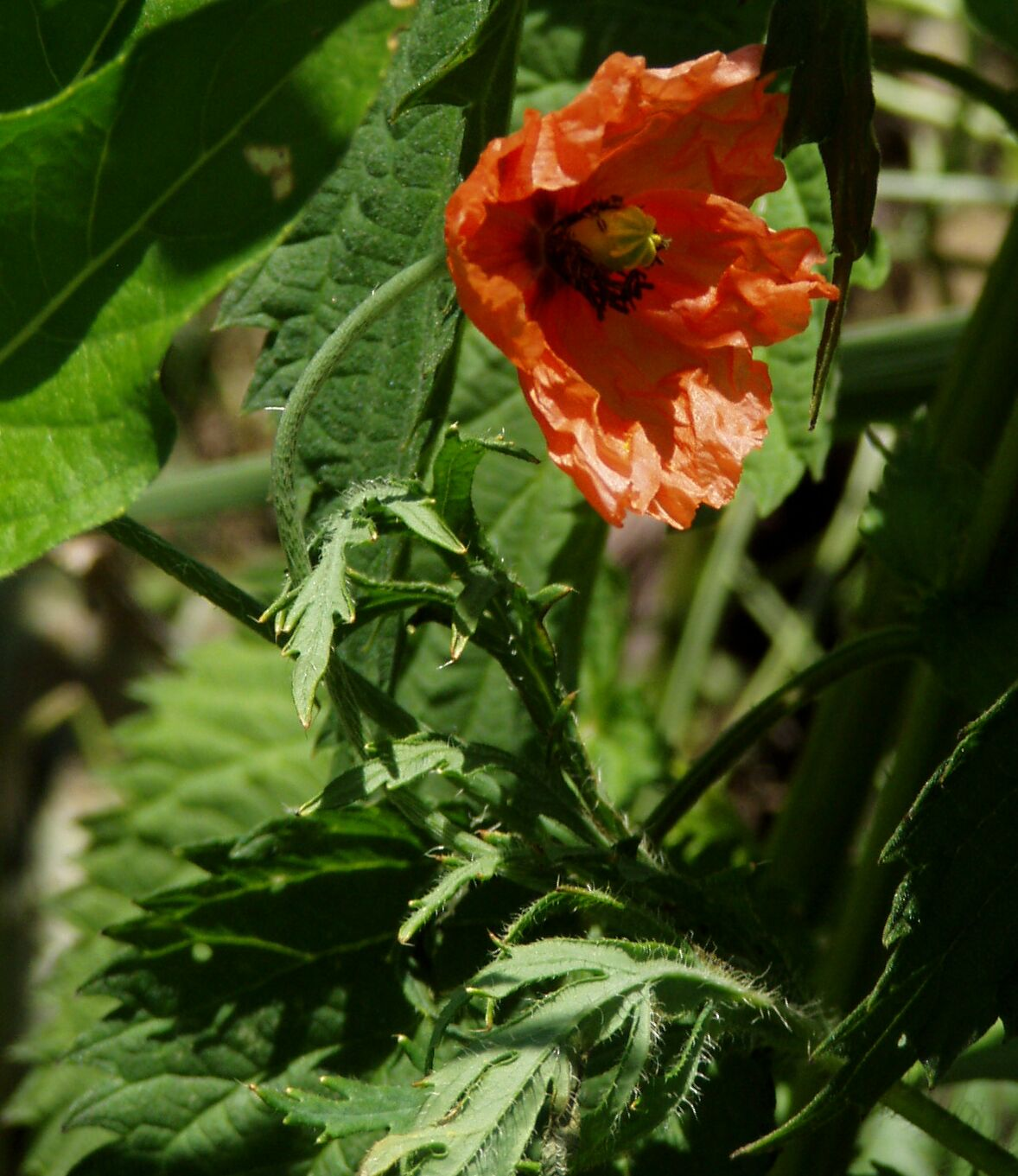
Saat-Mohn (Papaver dubium) mit runzeliger Knospenlage.

Zunächst hatte Carl von Linné die Bezeichnung folatio verwendet, später setzte sich jedoch vernatio für die Knospenlage durch, wenn sie auch teilweise auch für den Vorgang der Blattentfaltung verwendet wurde.

## Belege
- Gerhard Wagenitz: Wörterbuch der Botanik. Die Termini in ihrem historischen Zusammenhang. 2., erweiterte Auflage. Spektrum Akademischer Verlag, Heidelberg/Berlin 2003, ISBN 3-8274-1398-2, S. 344f.
- Peter Schütt, Hans J. Schuck, Bernhard Stimm (Hrsg.): Lexikon der Baum- und Straucharten. Sonderausgabe. Nikol, Hamburg 2002, ISBN 3-933203-53-8, S. 552.